# Seán O'Casey
Cet article possède un paronyme, voir Sean Casey.
Seán O'Casey né John Casey le 30 mars 1880 à Dublin (Irlande) et mort le 18 septembre 1964 à Torquay (Devon, Angleterre), est un dramaturge irlandais majeur.

## Biographie
Seán O'Casey a grandi dans un quartier ouvrier du nord de Dublin.
Dans son enfance, il est très fidèle et très proche de l'Église d'Irlande, lien qu'il rejette quand il commence à s'intéresser à la politique et qu'il rejoint les rangs de la Ligue gaélique en 1906. Il modifie alors son nom, John Casey, en Seán Ó Cathasaigh, afin de lui donner une résonance gaélique. Socialiste et nationaliste engagé, il est le premier dramaturge irlandais à situer ses pièces au sein des classes populaires urbaines de son pays.
Sa trilogie dublinoise regroupe L'Ombre d'un franc-tireur, Junon et le Paon et La Charrue et les Étoiles. À travers la vie quotidienne de Dublinois des quartiers pauvres, la trilogie évoque les moments clés de l'histoire irlandaise, l'insurrection de Pâques 1916, la guerre d'indépendance entre 1919 et 1921, la guerre civile qui suivit la partition du pays. Le langage de ses personnages est proche de celui des classes populaires irlandaises, on peut voir là l'influence de John Millington Synge.
En 1929, Yeats ayant refusé de représenter sa pièce The Silver Tassie au Théâtre de l'Abbaye par peur des réactions du public, O'Casey part en Angleterre et y reste jusqu'à la fin de sa vie.
Le film Le Jeune Cassidy, de John Ford et Jack Cardiff, retrace ses débuts d'écrivain à Dublin.

## Œuvre

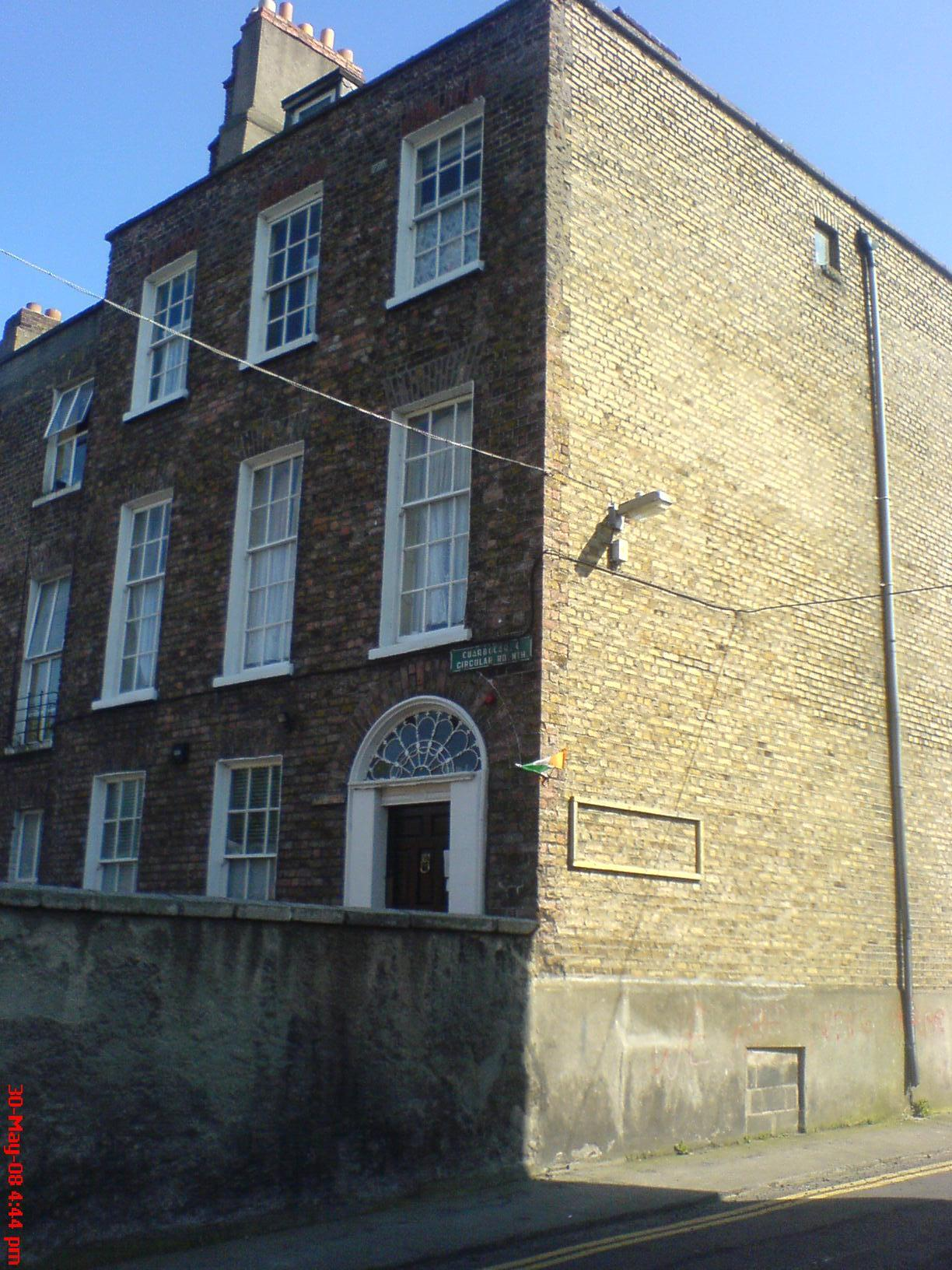
Maison sise au 422, North Circular Road, à Dublin, où Seán O'Casey a écrit sa trilogie dublinoise.

Le théâtre de Seán O'Casey est traduit en France chez L'Arche.

### Théâtre
- The Harvest Festival, 1918
- L'Ombre d'un franc-tireur (The Shadow of a Gunman, 1923), trilogie dublinoise I.
- Kathleen Listens In, 1923
- Junon et le Paon (Juno and the Paycock, 1924), trilogie dublinoise II. Cette pièce, sans doute la plus célèbre d'O'Casey, raconte l'histoire d'une famille pendant la guerre civile en 1922. Elle obtient le Hawthornden Prize en 1925 et est adaptée au cinéma par Alfred Hitchcock en 1929.
- Nannie sort ce soir (Nannie's Night Out, 1924)
- La Charrue et les Étoiles (The Plough and the Stars, 1926), trilogie dublinoise III.
- La Coupe d'argent (The Silver Tassie, 1929)
- Within the Gates, 1934
- La fin du commencement (The End of the Beginning, 1937)
- Paiement à vue (A Pound on Demand, 1939)
- L'étoile devient rouge (The Star Turns Red, 1940)
- Poussière pourpre (Purple Dust (1940, nouvelle version en 1945)
- Roses rouges pour moi (Red Roses for Me, 1942)
- Lavande et Feuilles de chêne (Oak Leaves and Lavender, 1946)
- Coquin de coq (Cock-a-Doodle Dandy, 1949)
- Le Dispensaire (Hall of Healing, 1951)
- Histoire de nuit (Bedtime Story, 1951)
- Il est temps de partir (Time to Go, 1951)
- On attend un évêque (The Bishop's Bonfire, a Sad Play within the Tune of a Polka, 1955)
- Les Tambours du Père Ned (The Drums of Father Ned, 1959)
- Derrière les rideaux verts (Behind the Green Curtains, 1961)
- Figuro in the Night, 1961
- The Moon Shines on Kylenamoe, 1961
- Niall: A Lament, 1991 (œuvre posthume)

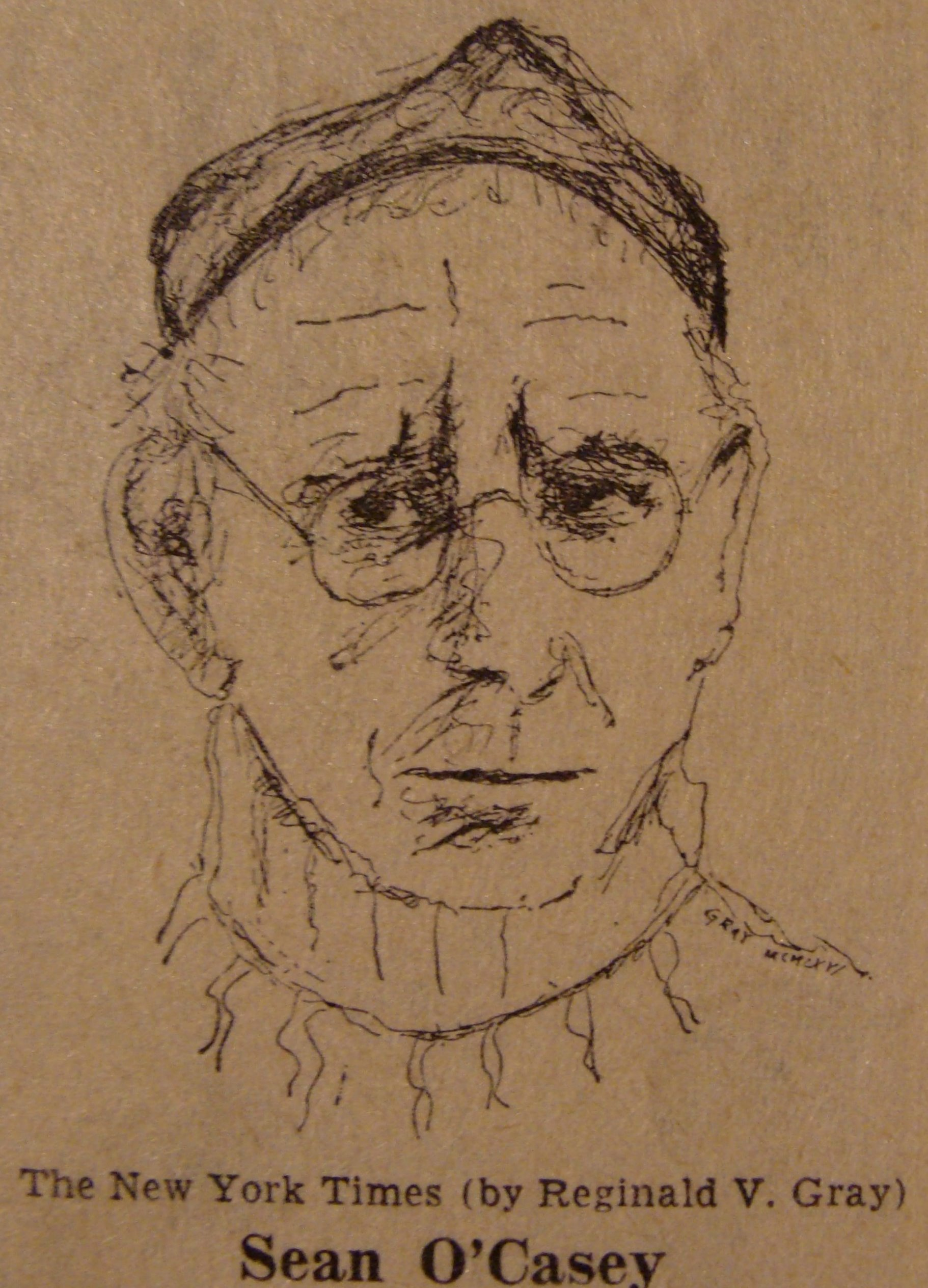
Croquis de Seán O'Casey par l'artiste Reginald Gray, commandé par le New York Times en 1966.

### Pièces de théâtre signées Sean O'Cathasaigh
- Lament for Thomas Ashe, 1917
- The Story of Thomas Ashe, 1917
- Songs of the Wren, 1918
- More Wren Songs, 1918
- The Story of the Irish Citizen Army

### Autobiographie
- I Knock at the Door, 1939
- Pictures in the Hallway, 1942 Publication en France des deux premiers volumes de l'autobiographie réunis sous le titre Une enfance irlandaise, Paris, Le Chemin vert, 1985
- Drums Under the Window, 1945 Publié en France sous le titre Les Tambours de Dublin, Paris, Le Chemin vert, 1987
- Inishfallen, Fare Thee Well, 1949 Publié en France sous le titre Douce Irlande, adieu !, Paris, Le Chemin vert, 1990
- Rose and Crown, 1952 Publié en France sous le titre Rose et Couronne, Paris, Belfond, 1993
- Sunset and Evening Star, 1954 Publié en France sous le titre Coucher de soleil et Étoile du soir, Paris, Belfond, 1996